# CAVムルシア2005
CAVムルシア2005（Club Atlético Voleibol Murcia 2005）は、スペイン・ムルシアを本拠地としていた女子バレーボールクラブ。
2005年にGrupo 2002 Murciaという名称で創設。2008年に現在の名称になった。スペインリーグでは2006-07シーズンから3連覇した。

## 主な成績
スーペルリーガ・フェメニーナ
- 優勝：2006-07, 2007-08, 2008-09

 スペインカップ
- 優勝：2007、2008、2009

## 歴代所属選手
- マウゴジャータ・グリンカ
- アガタ・ムロズ
- リュボフ・シャチコワ
- フラウケ・ディリックス
- ミラ・トピッチ
- スラジャナ・エリッチ
- バレウスカ・オリベイラ
- ジャケリネ・カルバリョ
- フェルナンダ・ベンツリーニ
- エリア・ソウザ
- レグラ・ベル
- ナンシー・メトカフ
- キム・ウィロビー
- アンネリス・バルガス
- ヘオセリナ・ロドリゲス
- マリアンネ・フェルソラ
- パトリシア・アランダ
- ミラグロス・カラー

## ユニフォーム
ホーム
- メインカラーのホワイトとレッド。シャツネームと背番号はレッド。

アウェイ
- サブカラーのブラック。シャツネームはホワイト、背番号はレッド。

リベロ
- レッドまたはブラック。